# Machaerium cirrhiferum
Machaerium cirrhiferum är en ärtväxtart som beskrevs av Henri François Pittier. Machaerium cirrhiferum ingår i släktet Machaerium och familjen ärtväxter. Inga underarter finns listade i Catalogue of Life.